# Ephesia kabuli
Ephesia kabuli är en fjärilsart som beskrevs av Bang-haas 1927. Ephesia kabuli ingår i släktet Ephesia och familjen nattflyn. Inga underarter finns listade i Catalogue of Life.